# 中村まり
中村 まり（なかむら まり、1978年9月6日 - ）は、日本のタレント・レポーター。
東京都出身。 エス・オー・プロモーション所属。

## 人物
- 3兄妹の末っ子（兄が2人いる[2]）として1978年に出生。この時母親は満39歳だった[3]。
- 当初のプロフィールでは血液型はO型とされていたが、検査した結果B型と判明した[1]。
- 既婚者。2009年12月26日に男児を出産している[4]。

## 主な出演番組

### テレビ
- Odds On TV! 芝チャンネル「Starting Gate」（グリーンチャンネル） - 若手騎手に注目する番組。
- めざましテレビ（フジテレビ、2005年4月まで） - 当時7時22分～30分ごろに放送されていた「めざまし調査隊」のリポーターをしていた。
- イブニング・ファイブ（TBS） - リポーターとして不定期出演。
- After Racing Cafe（グリーンチャンネル、2003年） - 競馬バラエティ番組。
- 銀座・神戸　癒しの二都物語（旅チャンネル）
- BS大好き -ナビゲーター（NHK BS2 木～日曜日担当）木･金曜日はBSハイビジョンでも同時放送だった。

### ラジオ
- 兵藤ゆき・野村邦丸ブイブイトーク（文化放送）